# 答本忠節
答本 忠節（とうほん ちゅうせつ、生年不詳 - 天平勝宝9歳7月4日？（757年7月24日））は、奈良時代の百済系の官人・医師。位階は外従五位下。

## 経歴
天平勝宝3年（751年）、吉田兄人とともに昇叙され、正六位上から外位の従五位下に叙せられる。ともに医薬に詳しい、とある。
天平勝宝9歳（757年）6月に忠節は紫微内相・藤原仲麻呂に対する謀反計画へ大伴古麻呂が加担し、さらに小野東人を勧誘したことを知る。忠節はこの計画について右大臣・藤原豊成に報告したところ、豊成からは謀反加担者に教戒を加えて仲麻呂を殺害したりしないよう言い聞かせる旨の回答を得た。この経緯を薬の処方を尋ねるために忠節の元を訪れた巨勢堺麻呂に話したところ、堺麻呂から藤原仲麻呂に密告されてしまう。結局、謀反の動きを知りながら通告しなかったとして橘奈良麻呂らによる謀反の一味とみなされ、7月2日に仲麻呂の命令を受けた高麗福信に追われて小野東人とともに追捕され、左衛士府に拘禁された。彼が奈良麻呂派として処断されたのには、仲麻呂が兄、豊成を奈良麻呂派と結びつけて失脚させる意図があったものと思われる。その後の処置は明らかでないが、他の謀反加担者と同様に杖で打たれて獄死したと想定される（橘奈良麻呂の乱）。

## 官歴
続日本紀による。
- 時期不詳：正六位上
- 天平勝宝3年（751年）10月29日：外従五位下